# 三重県の観光地

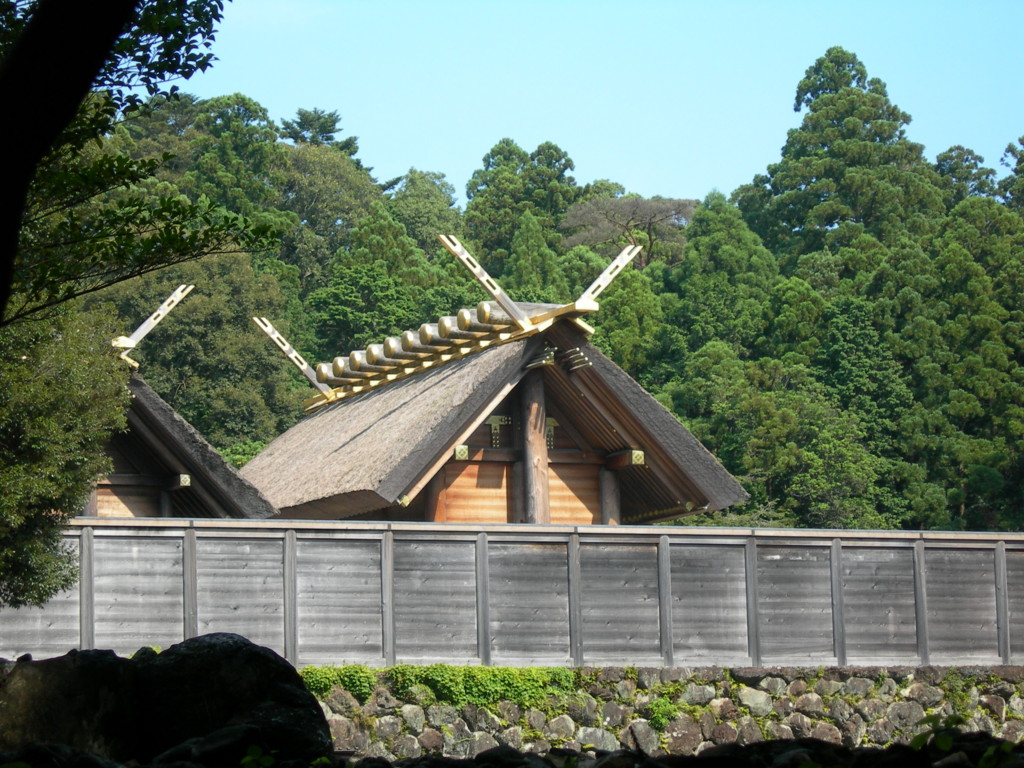
伊勢神宮内宮

三重県の観光地（みえけんのかんこうち）は、三重県内の主要な観光地等に関する項目である。

## 観光統計

### 市町別観光入込客数
2013年・2015年の入込客数延数。
| 順位 | 市町名   | 地域     | 入込客数（2015） | 前々年比（%） | 入込客数（2013） | 前々年順位 |
| ---- | -------- | -------- | ---------------- | ------------- | ---------------- | ---------- |
| 1    | 桑名市   | 北勢     | 18,093,822       | +80.9         | 10,003,347       | 2          |
| 2    | 伊勢市   | 伊勢志摩 | 17,719,709       | -32.9         | 26,412,049       | 1          |
| 3    | 鈴鹿市   | 北勢     | 4,734,392        | +6.1          | 4,460,129        | 4          |
| 4    | 鳥羽市   | 伊勢志摩 | 4,573,102        | -3.3          | 4,727,321        | 3          |
| 5    | 志摩市   | 伊勢志摩 | 3,727,852        | -8.6          | 4,077,755        | 5          |
| 6    | 津市     | 中南勢   | 2,728,553        | -5.4          | 2,729,559        | 7          |
| 7    | 伊賀市   | 伊賀     | 2,569,316        | +4.7          | 2,453,823        | 8          |
| 8    | 松阪市   | 中南勢   | 2,419,186        | +1.7          | 2,379,156        | 9          |
| 9    | 菰野町   | 北勢     | 2,379,063        | -17.5         | 2,883,820        | 6          |
| 10   | 紀北町   | 東紀州   | 1,923,631        | +60.4         | 1,198,898        | 11         |
| 11   | 名張市   | 伊賀     | 1,294,073        | +3.0          | 1,256,714        | 10         |
| 12   | 熊野市   | 東紀州   | 1,089,531        | -6.2          | 1,160,941        | 12         |
| 13   | 四日市市 | 北勢     | 733,381          | +16.8         | 627,723          | 13         |
| 14   | 尾鷲市   | 東紀州   | 626,043          | +8.7          | 575,846          | 14         |
| 15   | 大台町   | 中南勢   | 554,145          | +30.6         | 424,353          | 17         |
| 16   | 多気町   | 中南勢   | 473,062          | -11.5         | 534,705          | 15         |
| 17   | 亀山市   | 北勢     | 406,030          | +37.7         | 334,160          | 20         |
| 18   | いなべ市 | 北勢     | 393,091          | +4.8          | 374,909          | 18         |
| 19   | 大紀町   | 中南勢   | 371,674          | -28.3         | 518,256          | 16         |
| 20   | 玉城町   | 伊勢志摩 | 343,297          | +5.9          | 324,175          | 21         |
| 21   | 朝日町   | 北勢     | 336,124          | -2.9          | 346,091          | 19         |
| 22   | 南伊勢町 | 伊勢志摩 | 284,333          | +6.1          | 268,048          | 22         |
| 23   | 御浜町   | 東紀州   | 281,664          | +10.9         | 253,994          | 24         |
| 24   | 紀宝町   | 東紀州   | 241,550          | -5.1          | 254,636          | 23         |
| 25   | 明和町   | 中南勢   | 208,817          | +11.5         | 187,320          | 25         |
| 26   | 東員町   | 北勢     | 161,442          | -11.5         | 182,476          | 26         |
| 27   | 度会町   | 伊勢志摩 | 155,142          | +20.8         | 128,477          | 27         |
| 28   | 川越町   | 北勢     | 90,273           | -10.9         | 101,292          | 28         |
| ―    | 木曽岬町 | 北勢     | データなし       | ―             | データなし       | ―          |
| 計   | 計       | 計       | 68,912,298       | -0.4          | 69,179,973       |            |

### 観光地点別入込客数
2015年の入込客数の上位10地点。
| 順位 | 観光地点               | 分類                       | 市町名 | 地域     | 入込客数（2015） | 前年比（%） | 入込客数（2014） | 前年順位 |
| ---- | ---------------------- | -------------------------- | ------ | -------- | ---------------- | ----------- | ---------------- | -------- |
| 1    | ナガシマリゾート       | スポーツ・レクリエーション | 桑名市 | 北勢     | 15,150,000       | +126.1      | 6,700,000        | 2        |
| 2    | 伊勢神宮【内宮・外宮】 | 歴史・文化                 | 伊勢市 | 伊勢志摩 | 8,382,278        | -22.9       | 10,865,160       | 1        |
| 3    | おかげ横丁             | スポーツ・レクリエーション | 伊勢市 | 伊勢志摩 | 5,240,000        | -9.7        | 5,800,000        | 3        |
| 4    | 鈴鹿サーキット         | スポーツ・レクリエーション | 鈴鹿市 | 北勢     | 2,076,652        | +5.3        | 1,973,052        | 5        |
| 5    | 鳥羽市旅館街           | その他                     | 鳥羽市 | 伊勢志摩 | 1,884,352        | +1.3        | 1,861,065        | 6        |
| 6    | 湯の山温泉             | その他                     | 菰野町 | 北勢     | 1,794,546        | -1.7        | 1,825,599        | 7        |
| 7    | 二見興玉神社           | 歴史・文化                 | 伊勢市 | 伊勢志摩 | 1,720,620        | -21.6       | 2,194,750        | 4        |
| 8    | 椿大神社               | 歴史・文化                 | 鈴鹿市 | 北勢     | 1,450,000        | ±0.0        | 1,450,000        | 9        |
| 9    | 多度大社               | 歴史・文化                 | 桑名市 | 北勢     | 1,438,000        | -4.3        | 1,503,000        | 8        |
| 10   | 志摩スペイン村         | スポーツ・レクリエーション | 志摩市 | 伊勢志摩 | 1,275,000        | -7.0        | 1,371,000        | 10       |

## 対象別

### 文化財等

#### 世界遺産
- 紀伊山地の霊場と参詣道
  - 熊野速玉大社
  - 伊勢路
  - 中辺路

- 伊勢路

#### 国宝建築
- 専修寺 御影堂・如来堂

- 専修寺

#### 国の名勝
- 赤目の峡谷（名張市）
- 北畠氏館跡庭園（津市）
- 旧諸戸氏庭園（桑名市）
- 熊野の鬼ケ城 附 獅子巖（熊野市）
- 三多気のサクラ（津市）
- 城之越遺跡（伊賀市）
- 二見浦（伊勢市）
- 諸戸氏庭園（桑名市）

- 赤目の峡谷
- 旧諸戸氏庭園
- 二見浦

#### 特別天然記念物
- カモシカが三重県内に生息している。
- オオサンショウウオが三重県内に生息している。

#### 重要伝統的建造物群保存地区
- 関宿（亀山市）

- 関宿

#### 重要文化財・史跡等
特別史跡
- 本居宣長旧宅 同 宅跡

- 俳聖殿
（重要文化財）
- 斎宮寮
（国の史跡）
- 宝塚古墳 (松阪市)
（国の史跡）
- 観音寺 (鈴鹿市寺家)
（三重県指定文化財）

#### 文化施設
博物館・美術館
水族館
- 鳥羽水族館
- 志摩マリンランド
- 伊勢夫婦岩ふれあい水族館シーパラダイス

- 伊賀流忍者博物館
- 神宮徴古館
- 三重県総合博物館
- 三重県立美術館

### 公園等

#### 国立・国定公園・国営公園
- 国立公園
  - 伊勢志摩国立公園
  - 吉野熊野国立公園
- 国定公園
  - 鈴鹿国定公園
  - 室生赤目青山国定公園
- 国営公園
  - 国営木曽三川公園

- 伊勢志摩国立公園
（英虞湾）
- 吉野熊野国立公園
（大杉谷）
- 鈴鹿国定公園
（御在所岳）
- 室生赤目青山国定公園
（香落渓）

#### 県立自然公園
- 赤目一志峡県立自然公園
- 香肌峡県立自然公園
- 奥伊勢宮川峡県立自然公園
- 水郷県立自然公園
- 伊勢の海県立自然公園

- 赤目一志峡県立自然公園
（一志峡）
- 水郷県立自然公園
（七里の渡し）
- 伊勢の海県立自然公園
（津ヨットハーバー）

#### 県立都市公園
- 北勢中央公園
- 鈴鹿青少年の森
- 亀山サンシャインパーク
- 大仏山公園
- 熊野灘臨海公園
- 五十鈴公園
- 県庁前公園

#### 大型公園・動物園・植物園・遊園地
大型公園
動物園・植物園・遊園地
- 大内山動物園
- ナガシマスパーランド
- モートピア
- パルケエスパーニャ

- 偕楽公園
- 大内山動物園
- ナガシマスパーランド
- パルケエスパーニャ

#### 恋人の聖地
- 神島
- 出逢いのまち南伊勢 ハートの入り江
- オノコロハートアイランド ～日本最古の恋人島・わたかのじま

- 神島

### 祭事・行事
- 津まつり
- 久居まつり
- 多度祭
- 石取祭
- 四日市祭
- 富田一色けんか祭
- 富田の鯨船行事
- 大淀祇園祭
- 斎王まつり
- 伊勢おおまつり
- 上野天神祭
- 木本まつり

- 四日市祭
- 大淀祇園祭
- 上野天神祭
- 木本まつり

## 地域別

### 北勢地域

#### 桑員地区
- 桑名市 - ナガシマスパーランド、三井アウトレットパーク ジャズドリーム長島、なばなの里、長島温泉、住吉神社、多度大社、六華苑、桑名城、七里の渡し、長島水辺のやすらぎパーク、桑名宗社、海蔵寺、多度祭、TOKAI SUMMIT、桑名水郷花火大会、石取祭、はまぐりプラザ
- いなべ市 - 砂山、阿下喜温泉、竜ヶ岳、いなべ市農業公園
- 木曽岬町 -
- 東員町 - 中部公園

- 竜ヶ岳

#### 四日市地区
- 四日市市 - 諏訪公園、四日市スポーツランド、四日市市立博物館、南部丘陵公園、じばさん三重、四日市市文化会館、伊坂ダムサイクルパーク、四日市港ポートビル、四日市祭、松原の石取祭、天ヶ須賀の石取祭、富田の石取祭、富田の鯨船行事、富田一色けんか祭、四日市花火大会、富洲原四九の市
- 菰野町 - 御在所岳（御在所ロープウェイ、御在所岳山上リフトなど）、湯の山温泉、パラミタミュージアム、大石公園、三重県民の森、道の駅菰野
- 朝日町 -
- 川越町 - 川越電力館テラ46

- 四日市港ポートビル
- 四日市市立博物館
- 御在所ロープウェイ

#### 鈴鹿地区
- 鈴鹿市 - 鈴鹿サーキット、椿大神社、桃林寺、鈴鹿フラワーパーク、龍光寺、東海自然歩道、菅原神社、神戸石取祭
- 亀山市 - 関宿、亀山城、亀山サンシャインパーク、鈴鹿峠、慈恩寺、道の駅関宿

- 鈴鹿サーキット
- 亀山城

### 中勢地域

#### 津地区
- 津市 - 榊原温泉、偕楽公園、津城、青山高原（久居榊原風力発電施設など）、四天王寺、専修寺、津観音、美杉リゾート、三重県護国神社、津八幡宮、三重県立美術館、結城神社、猪の倉温泉、大観音寺、三重県総合博物館、御殿場浜、ルーブル彫刻美術館、津なぎさまち、布引の滝、三多気の桜、美杉温泉、道の駅美杉、河内渓谷、津まつり、津花火大会、久居花火大会、久居まつり

- 津城
- 津観音

#### 松阪地区
- 松阪市 - 松阪城、御城番屋敷、松名瀬フィッシングパーク、中部台運動公園、光明寺、松阪商人の館、本居宣長旧宅、松阪農業公園ベルファーム、松阪市森林公園、五主海岸、松名瀬海岸、道の駅飯高駅
- 多気町 - 五桂池ふるさと村、まごの店、コケコッコー共和国、VISON
- 明和町 - 斎宮跡・斎宮歴史博物館、大淀西海岸ムーンビーチキャンプ場、大淀祇園祭、斎王まつり
- 大台町 - 大台ヶ原、奥伊勢フォレストピア、大杉谷、道の駅奥伊勢おおだい

- 御城番屋敷
- まごの店

### 伊勢志摩地域
- 伊勢市 - 伊勢神宮（勾玉池など）、伊勢夫婦岩ふれあい水族館シーパラダイス、二見浦（二見興玉神社、夫婦岩、賓日館など）、おはらい町、猿田彦神社、伊勢志摩スカイライン、月讀宮、宇治山田駅、おかげ横丁、式年遷宮記念 せんぐう館（休館中）、光明寺、伊勢安土桃山城下街、金剛證寺、神宮徴古館、倭姫宮、朝熊山、三重県営サンアリーナ、河崎のまちなみ、御塩殿神社、伊勢神宮奉納全国花火大会、伊勢おおまつり
- 鳥羽市 - 鳥羽水族館、神明神社、パールロード・鳥羽展望台、浦村かき関連、鳥羽湾、鳥羽市立海の博物館、江戸川乱歩館、千鳥ヶ浜ビーチ、答志島、ミキモト真珠島、相差海女文化資料館、鳥羽城址、鳥羽マリンターミナル、昇竜の松、日向島、いちべ神社、日和山、菅崎園地、安楽島ビーチ、神島、鳥羽白浜海水浴場、しろんご祭り
- 志摩市 - 横山展望台、志摩スペイン村、志摩地中海村、恵利原の水穴、英虞湾、伊雑宮、ともやま展望台、大王崎、伊勢志摩エバーグレイズ、安乗岬、賢島、志摩市浜島磯体験施設「海ほおずき」、御座白浜海水浴場、金比羅山、国府白浜、志摩オートキャンプ場、渡鹿野島、志摩マリンランド、道の駅伊勢志摩、名のり・注連縄切り・火祭り、磯部の御神田、伊勢えび祭、安乗の人形芝居、わらじ曳き、恵利原早餅つき、志摩レゲエ祭
- 玉城町 - 田丸城址
- 度会町 -
- 大紀町 - 阿曽の風穴、瀧原宮、頭之宮四方神社、大内山動物園、阿曽温泉、ツヅラト峠、道の駅奥伊勢木つつ木館
- 南伊勢町 - フィッシングパーク佐助屋、切原白滝、鵜倉園地、伊勢現代美術館

- 伊勢神宮
- おかげ横丁
- 左から獅子岩・烏帽子岩（通称蛙岩）・屏風岩・夫婦岩
- 鳥羽水族館

### 伊賀地域
- 伊賀市 - 青山高原（メナード青山リゾートなど）、伊賀上野城、伊賀流忍者博物館、伊賀の里モクモク手づくりファーム、伊賀の国大山田温泉さるびの、だんじり会館、霊山、広徳寺、島ヶ原温泉やぶっちゃの湯、上野忍町、伊賀焼窯元、俳聖殿、芭蕉翁生家、道の駅いが、道の駅あやま、上野天神祭
- 名張市 - 赤目四十八滝、青蓮寺湖、香落渓、忍者の森、まちの駅なばり とれたて名張交流館、赤目四十八滝キャンプ場、日本サンショウウオセンター、極楽寺

- 伊賀上野城
- 青蓮寺湖

### 東紀州地域

#### 尾鷲地区
- 尾鷲市 - 伊勢路（馬越峠など）、熊野古道センター、尾鷲神社
- 紀北町 - 魚飛渓、熊野古道、道の駅紀伊長島マンボウ、道の駅海山

- 魚飛渓

#### 熊野地区
- 熊野市 - 鬼ヶ城、花窟神社、熊野古道、丸山千枚田、七里御浜、獅子岩、湯ノ口温泉、瀞峡、布引の滝、赤木城、熊野大花火大会、木本まつり
- 御浜町 - 七里御浜、道の駅パーク七里御浜
- 紀宝町 - 熊野川、道の駅紀宝町ウミガメ公園

- 道の駅紀宝町ウミガメ公園
- 七里御浜